# Pancho Villa: Mythos und Leben
Pancho Villa: Mythos und Leben (Originaltitel: Pancho Villa: El Centauro del Norte) ist eine mexikanische Fernsehserie, die das Leben von Pancho Villa behandelt. In Lateinamerika fand die Premiere der Serie als Original am 19. Juli 2023 auf Star+ statt. Im deutschsprachigen Raum erfolgte die Erstveröffentlichung der Serie am selben Tag durch Disney+ via Star als Original.

## Handlung
In der Biopic-Serie Pancho Villa: Mythos und Leben wird der Weg Pancho Villas vom Banditen zum Revolutionär gezeigt.

## Besetzung
| Rolle                     | Schauspieler      |
| ------------------------- | ----------------- |
| Francisco „Pancho“ Villa  | Jorge A. Jiménez  |
| Marcos Jáuregui           | Juan Luis Medina  |
| Tomás Urbina              | Armando Hernández |
| Luz „Lucita“ Corral       | Gabriela Cartol   |
| Venustiano Carranza       | Marco Treviño     |
| General Victoriano Huerta | Dagoberto Gama    |

## Episodenliste
| Nr. | Deutscher Titel            | Originaltitel               | Erstveröffentlichung (Lateinamerika) | Deutschsprachige Erstveröffentlichung (D/A/CH) |
| --- | -------------------------- | --------------------------- | ------------------------------------ | ---------------------------------------------- |
| 1   | Der Tanz mit dem Teufel    | Érase una vez Pancho Villa  | 19. Juli 2023                        | 19. Juli 2023                                  |
| 2   | Feuertaufe                 | Bautizo de fuego            | 19. Juli 2023                        | 19. Juli 2023                                  |
| 3   | Zehn tragische Tage        | La decena trágica           | 19. Juli 2023                        | 19. Juli 2023                                  |
| 4   | Die Schlacht um Torreón    | Batalla de Torreón          | 19. Juli 2023                        | 19. Juli 2023                                  |
| 5   | Villawood                  | Villawood                   | 19. Juli 2023                        | 19. Juli 2023                                  |
| 6   | Der Stuhl des Präsidenten  | La silla presidencial       | 19. Juli 2023                        | 19. Juli 2023                                  |
| 7   | Die verlorene Schlacht     | La batalla perdida          | 19. Juli 2023                        | 19. Juli 2023                                  |
| 8   | Der Geist von Pancho Villa | El fantasma de Pancho Villa | 19. Juli 2023                        | 19. Juli 2023                                  |
| 9   | Villa gegen alle           | Villa contra todos          | 19. Juli 2023                        | 19. Juli 2023                                  |
| 10  | Villas Schädel             | La cabeza de Villa          | 19. Juli 2023                        | 19. Juli 2023                                  |